# 질서와 정의
질서와 정의(秩序와 正義, 리투아니아어: Partija tvarka ir teisingumas, PTT)는 리투아니아의 자유보수주의 정당으로, 2002년에 자유민주당(리투아니아어: Liberalų Demokratų Partija, LDP)의 후계 정당으로 설립되었다. 현재 지도자는 레미기우스 지마이타이티스(리투아니아어: Remigijus Žemaitaitis)이다.